# Nichelle Nichols

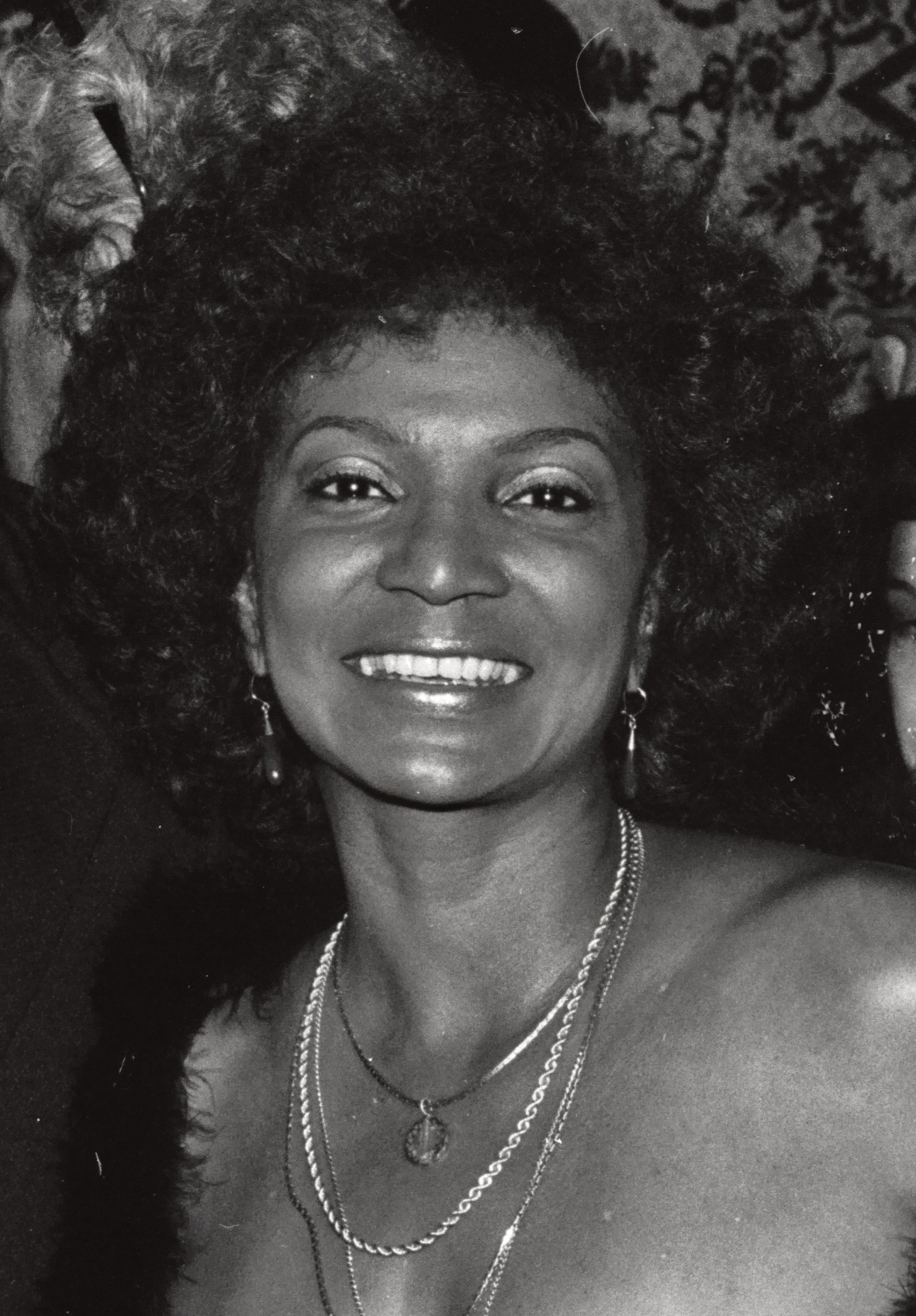
Nichelle Nichols (1979)

Grace Dell „Nichelle“ Nichols (* 28. Dezember 1932 in Robbins, Illinois; † 30. Juli 2022 in Silver City, New Mexico) war eine US-amerikanische Schauspielerin und Sängerin. Sie wurde insbesondere durch die Rolle der Lieutenant Uhura in der Serie Star Trek (deutsch Raumschiff Enterprise) und den nachfolgenden Kinofilmen bekannt.

## Karriere

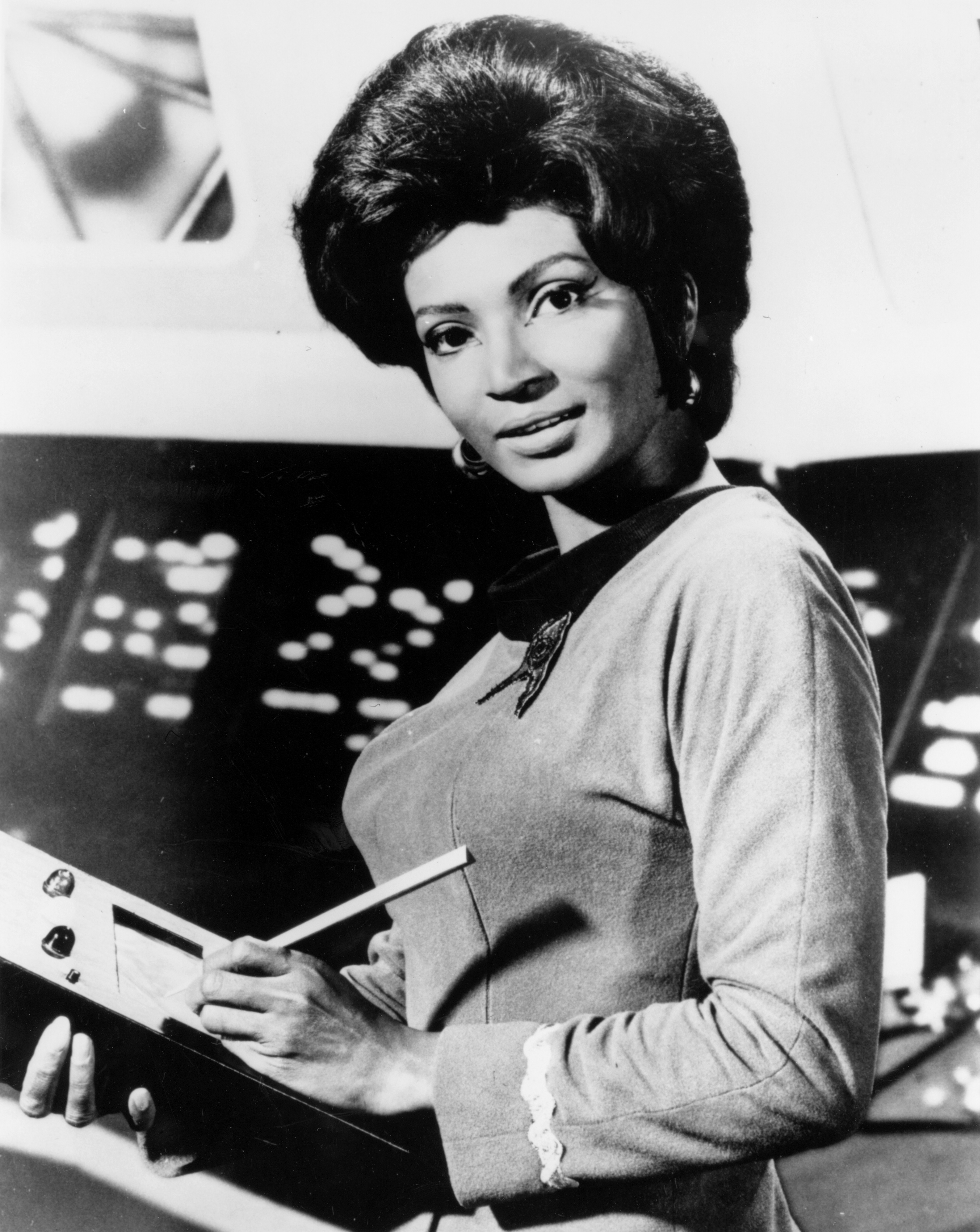
Nichols als Lieutenant Uhura

Ihre Karriere im Showgeschäft startete Nichelle Nichols als Tänzerin und dann als Sängerin, zunächst in den Jazzbands von Duke Ellington und Lionel Hampton. Später trat sie auch als Solosängerin in Nachtclubs auf. Ihr erster Filmauftritt erfolgte 1959 in Porgy und Bess, hier hatte sie aber nur eine namenlose, im Abspann ungenannte Rolle als Tänzerin. 1961 spielte sie am Broadway in dem Musical Kicks and Co., was ihr Aufmerksamkeit verschaffte und zu ersten nennenswerteren Rollen führte.
International bekannt wurde sie ab 1966 durch die Rolle der Lieutenant Uhura in der Science-Fiction-Serie Raumschiff Enterprise (Star Trek), in der sie in 69 von 79 Folgen zu sehen war. Sie war die erste schwarze Frau in einer US-Serie, die nicht nur die typischen „schwarzen“ Rollen jener Zeit wie Hausmädchen oder ähnliches spielen durfte und war auch eine der ersten schwarzen Frauen, die in den US-amerikanischen Medien einen weißen Mann küsste: Captain Kirk (gespielt von William Shatner) in der Folge Platons Stiefkinder (Plato’s Stepchildren). Allerdings wurde der Kuss selbst nicht gezeigt, sondern durch die Wahl der Kameraperspektive, die lediglich die Kopfhaltung zeigte, nur angedeutet. „Unsere Lippen haben sich nie berührt“, so Nichols in Shatners Erinnerungen.
Als Nichols am Ende der ersten Staffel aus der Serie aussteigen wollte, um eine Karriere am Broadway einzuschlagen, soll sie der Bürgerrechtler Martin Luther King überredet haben, weiterhin als Vorbild in der Serie mitzuwirken. Noch während der Serie veröffentlichte Nichols das Pop-Jazz-Album Down to Earth (1967), dem zwei weitere Alben folgten, zuletzt 1991 Out of This World. Sie war von 1974 bis 1985 für die US-Weltraumbehörde NASA tätig. Neben gelegentlichen repräsentativen Tätigkeiten war sie dort in der Nachwuchswerbung für Astronauten eingesetzt. Zu den von ihr rekrutierten Astronauten gehörten unter anderem Guion Bluford, Sally Ride sowie Judith Resnik und Ronald McNair.
1999 hatte Nichols in der Rolle der Uhura einige Gastauftritte in der satirischen Zeichentrickserie Futurama. Sie sprach in der US-Version die Rolle selbst. 2007 spielte sie in der Serie Heroes (2. Staffel) die Rolle der Nana Dawson. Im Jahr 2016 übernahm sie für einige Episoden die Rolle der Lucinda Winters in der Seifenoper Schatten der Leidenschaft. Diese brachte ihr ihre einzige Nominierung für einen Emmy ein, als beste Gastdarstellerin einer Dramaserie. Ihr Schaffen für Film und Fernsehen umfasst mehr als 65 Produktionen.

## Leben und Familie

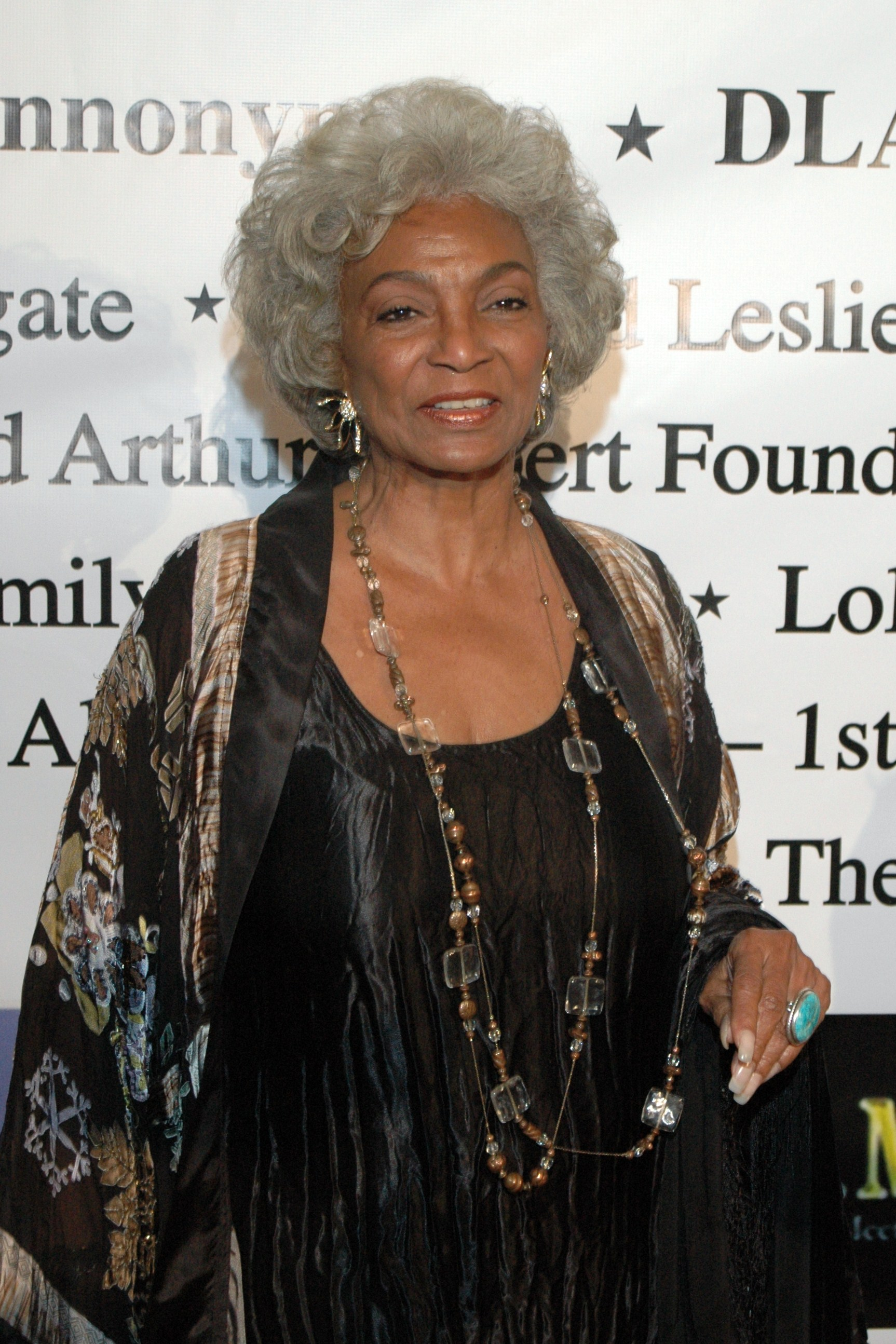
Nichelle Nichols (2009)

Nichelle Nichols war ab 1951 mit dem Tänzer Foster Johnson und ab 1968 mit dem Musiker Duke Monday verheiratet. Beide Ehen wurden geschieden. Aus der ersten Ehe hat sie einen Sohn. Sie hatte einen jüngeren Bruder, der im März 1997 mit weiteren Mitgliedern der neureligiösen Gruppe Heaven’s Gate im kalifornischen Rancho Santa Fe Suizid beging.
Nichols war die erste afroamerikanische Schauspielerin, die ihre Handabdrücke vor Grauman’s Chinese Theatre in Hollywood verewigen durfte. 1992 erhielt sie einen Stern auf dem Hollywood Walk of Fame. Nach ihr ist der 2001 entdeckte Asteroid (68410) Nichols benannt.
Am 4. Juni 2015 erlitt sie einen leichten Schlaganfall. Nichelle Nichols starb im Juli 2022 im Alter von 89 Jahren in New Mexico.

Der deutsche Fernsehsender Tele 5 würdigte Nichols im Rahmen seines Star-Trek-Programms am 1. August 2022 mit folgender Texttafel: 

„In Gedenken an Nichelle Nichols, unsere Lt. Uhura, die jetzt in das ewige Universum entschwindet.“

Am 8. Januar 2024 wurden Teile ihrer Asche in eine Umlaufbahn um die Sonne geschossen.

## Filmografie (Auswahl)
- 1959: Porgy und Bess (Porgy and Bess)
- 1964: Great Gettin’ Up Mornin’ (Fernsehfilm)
- 1964: The Lieutenant (Fernsehserie, 1 Folge)
- 1966: Paris ist voller Liebe (Made in Paris)
- 1966: Gesicht ohne Namen (Mister Buddwing)
- 1966: Tarzan (Fernsehserie, 2 Folgen)
- 1966: Doktor – Sie machen Witze! (Doctor, You’ve Got To Be Kidding!)
- 1966–1969: Raumschiff Enterprise (Star Trek, Fernsehserie, 69 Folgen)
- 1971: The D. A. (Fernsehserie, 1 Folge)
- 1974: Chikago Poker (Truck Turner)
- 1974: Die Enterprise (Star Trek: The Animated Series, Fernsehserie, Stimme, 22 Folgen)
- 1979: Star Trek: Der Film (Star Trek: The Motion Picture)
- 1982: Star Trek II: Der Zorn des Khan (Star Trek: The Wrath of Khan)
- 1983: Antony and Cleopatra
- 1984: Star Trek III: Auf der Suche nach Mr. Spock (Star Trek III: The Search for Spock)
- 1986: Rebellen des Grauens (The Supernaturals)
- 1986: Star Trek IV: Zurück in die Gegenwart (Star Trek IV: The Voyage Home)
- 1989: Star Trek V: Am Rande des Universums (Star Trek V: The Final Frontier)
- 1991: Star Trek VI: Das unentdeckte Land (Star Trek VI: The Undiscovered Country)
- 1992: Inside Space (Dokureihe, Moderatorin, 1 Folge)
- 2000, 2002: Futurama (Fernsehserie, Stimme, 2 Folgen)
- 2002: Snowdogs – Acht Helden auf vier Pfoten (Snow Dogs)
- 2003: Roddenberry on Patrol
- 2004: Die Simpsons (The Simpsons, Fernsehserie, Gastauftritt, Folge 15x19, Stimme)
- 2005: Sind wir schon da? (Are We There Yet?)
- 2007: Heroes (Fernsehserie, 5 Folgen)
- 2007: Star Trek: Of Gods And Men (Fan-Fiction-Produktion)
- 2008: Lady Magdalene’s
- 2008: Tru Loved
- 2008: The Torturer
- 2009: The Cabonauts (Fernsehserie, 1 Folge)
- 2010: Scooby-Doo! – Der Fluch des See-Monsters (Fernsehfilm)
- 2012: This Bitter Earth
- 2016: Surge of Power: Revenge of the Sequel
- 2016: Schatten der Leidenschaft (Fernsehserie)
- 2017: Renegades – The Series (Fan-Fiction-Produktion)
- 2017: Sharknado 5: Global Swarming (Fernsehfilm)
- 2018: The White Orchid (Fernsehfilm)
- 2019: Surge of Dawn
- 2020: Space Command (Fernsehserie, 1 Folge)
- 2020: Star Trek: First Frontier (Fan-Fiction-Produktion)
- 2021: 12 to Midnight (Fernsehserie, 1 Folge)
- 2022: Star Trek: Prodigy (Fernsehserie, Episode 1x06, Stimme aus Archivmaterial)

## Auszeichnungen (Auswahl)
- 1980: Saturn Award (Nominierung), beste Nebendarstellerin
- 1999: Goldene Kamera in der Kategorie Kultstar des Jahrhunderts
- 2016: Lifetime Achievement Award der Academy of Science Fiction, Fantasy & Horror Films
- 2017: Daytime Emmy Award (Nominierung), beste Gastdarstellerin in einer Dramaserie
- 2021: Aufnahme in die Science Fiction and Fantasy Hall of Fame

## Diskographische Hinweise
- Down to Earth (Epic, 1967)
- Uhura Sings (ar-Way, 1985)
- Out of This World (GNP Crescendo, 1991)

## Veröffentlichungen
- Nicht nur Uhura. Star Trek und andere Erinnerungen. 1997, ISBN 978-3-453-12797-5. (Orig. 1994 als Beyond Uhura. Star Trek and Other Memories.)
- Saturns Kind. Roman (mit Margaret Wander Bonanno), 1999, ISBN 978-3-453-14906-9. (Orig. 1995 als Saturn's Child.)
- Saturna's Quest. (Saturn's Child #2) Roman (mit Jim Meechan), 2002, ISBN 978-0-9719154-0-4.